# 韦莱镇区
韦莱镇区是缅甸实皆省瑞波县的一个镇區，位于亩河和伊洛瓦底江之间的平原。

## 历史
翰林城是骠国时期的古城之一，位于韦莱镇区和翰林村附近。这座城市因火灾被毁。它建立于公元1世纪左右，直至七、八世纪左右，它仍然是骠国最大的和最重要的城市。2014年6月，它成为位于缅甸的首批世界遗产中的遗址之一。

## 地理
韦莱镇区位于伊洛瓦底江东岸的亩河和伊洛瓦底江之间的平原。韦莱镇区北部毗邻瑞波镇区，南部毗邻实皆镇区，西部毗邻阿亚道镇区。

## 下辖村庄
韦莱镇区下辖超过七十个村庄。其中规模较大的村庄有安禅塔（Aungchantha）、常米朵（Chaungmido）、哈林唐博、赫拉答夫、姆格宜（Mugyi） 、穆因朵（Myindaw）、 撒贝朵（Sabedaw）、萨当一村、萨当二村和耶瓦达。